# 謝理
謝理（1443年—？），字一卿，直隸太平府當塗縣人，民籍。明朝政治人物。進士出身。

## 生平
應天鄉試第二十五名。成化八年（1472年）壬辰科會試第一百二十六名，殿試登進士第二甲第九名。

## 家族
曾祖父謝興甫。祖父謝孚，曾任按察司副使。父亲謝騫，曾任布政司右參政。